# Eupithecia fuscosparsata
Eupithecia fuscosparsata là một loài bướm đêm trong họ Geometridae.